# Konstantin Jurjewitsch Wolkow
Konstantin Jurjewitsch Wolkow (russisch Константин Юрьевич Волков, engl. Transkription Konstantin Volkov; * 28. Februar 1960 in Irkutsk) ist ein ehemaliger sowjetischer Stabhochspringer und Politiker.

## Leben
Konstantin Wolkow startete für den Verein Lokomotive Irkutsk und wog zu Wettkampfzeiten ungefähr 75 kg bei einer Körpergröße von 1,84 m. Mit seiner persönlichen Bestleistung von 5,85 m vom 22. Juni 1984 in Kiew war er 2010 noch in der Top 50 der weltbesten Stabhochspringer vertreten.
Bei den Halleneuropameisterschaften 1980 in Sindelfingen sicherte er sich mit 5,60 m den Titel vor seinem Landsmann Wladimir Poljakow. Seinen größten Erfolg hatte Wolkow bei den Olympischen Spielen 1980 in Moskau mit dem Gewinn der Silbermedaille gemeinsam mit dem Polen Tadeusz Ślusarski hinter dessen Landsmann Władysław Kozakiewicz. Er überquerte 5,65 m im fünften Versuch, Kozakiewicz sprang mit 5,78 m Weltrekord. In diesem berühmt gewordenen Wettkampf versuchte das sowjetische Publikum mit Sprechchören, Pfiffen und Buhrufen die beiden Polen unfair beim Wettkampf zu stören und so Wolkow zum Olympiasieg zu verhelfen. Nach seinem Sieg „bedankte“ sich Kozakiewicz mit einer als gest Kozakiewicza bekannt gewordenen Geste beim Publikum, Wolkow blieb als Zweitem das Nachsehen. In Mailand gewann Wolkow 1982 zum zweiten Mal Silber bei den Halleneuropameisterschaften 1982 nach 1979. 1983 fuhr er für die sowjetische Mannschaft neben dem damaligen Weltrekordler Poljakow und Sergei Bubka als aussichtsreicher Kandidat für die ersten Weltmeisterschaften nach Helsinki. Daneben galten die Franzosen Thierry Vigneron und Pierre Quinon als Favoriten. Der junge Bubka setzte sich überraschend mit 5,70 m durch und verwies Wolkow (5,60 m) auf Platz zwei. Zwar konnte er bei den ganz großen Wettkämpfen keinen Sieg davontragen, war dafür aber zweimal, 1981 und 1983, bei der Universiade siegreich.
Wolkow schloss eine Ausbildung am Staatlichen Institut für Körperkultur (ГИФК Государственной институт физической культуры) in Omsk ab. 1981 wurde er als Verdienter Meister des Sports der UdSSR ausgezeichnet. Nach seiner sportlichen Karriere absolvierte er ein Ingenieursstudium an der Staatlichen Universität für Verkehrswesen (IrGUPS) (Иркутский государственный университет путей сообщения (ИрГУПС)) in Irkutsk. Von 1986 bis 1991 arbeitete er als Trainer für Stabhochsprung in seiner Heimatstadt Irkutsk. 2001 bis 2004 war er Generaldirektor der Transsibirischen Frachtgesellschaft, von 2006 bis 2008 stellvertretender Generaldirektor der Sibirischen Metallgesellschaft. Nach einem Jahr als Manager bei Monolitstroi-Irkutsk wurde er 2009 als Nachfolger von Boris Pusynja Minister für Körperkultur, Sport und Jugend der Oblast Irkutsk.